# Grote Pyr (schoolgebouw)

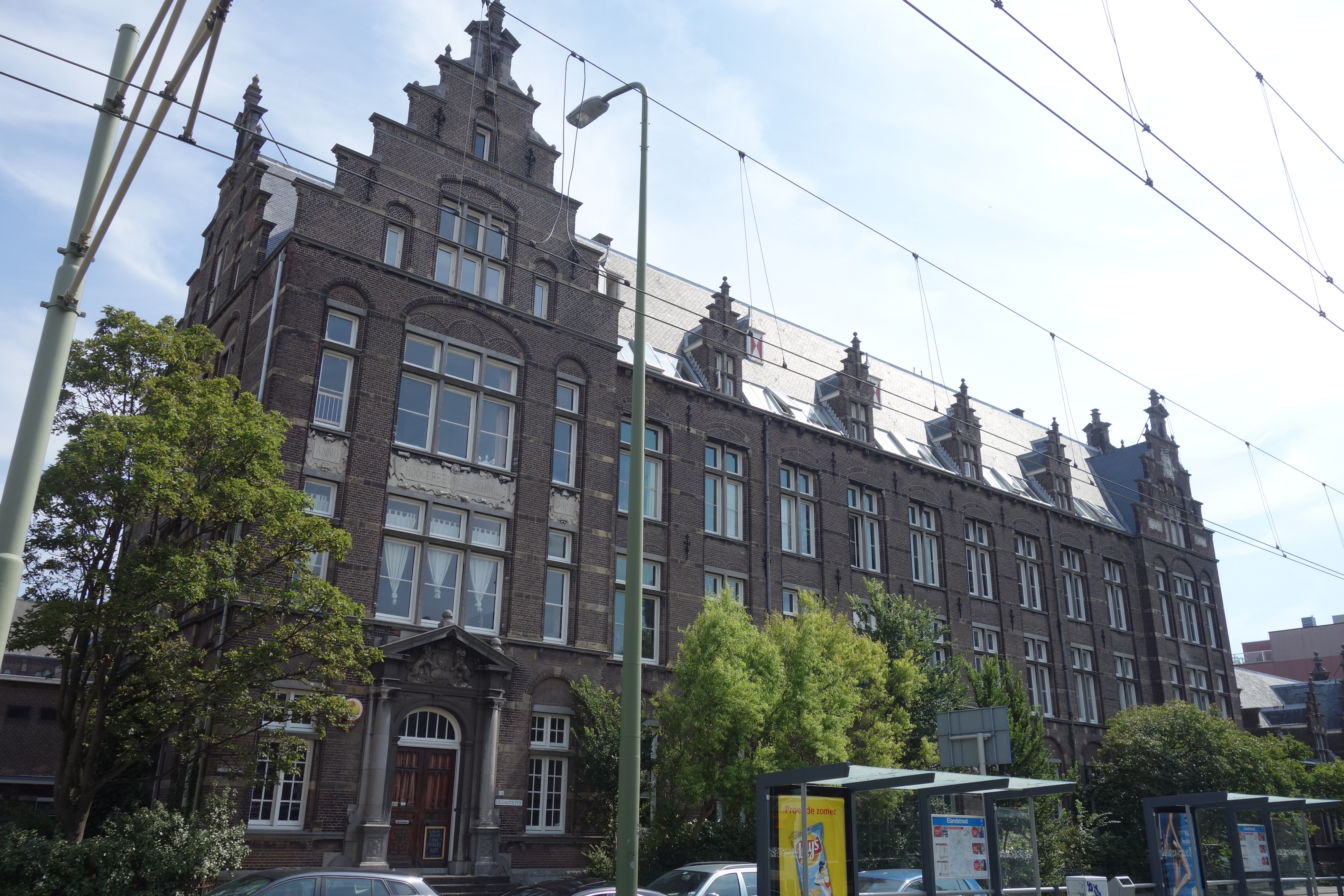
Waldeck Pyrmontkade 115-116, Den Haag

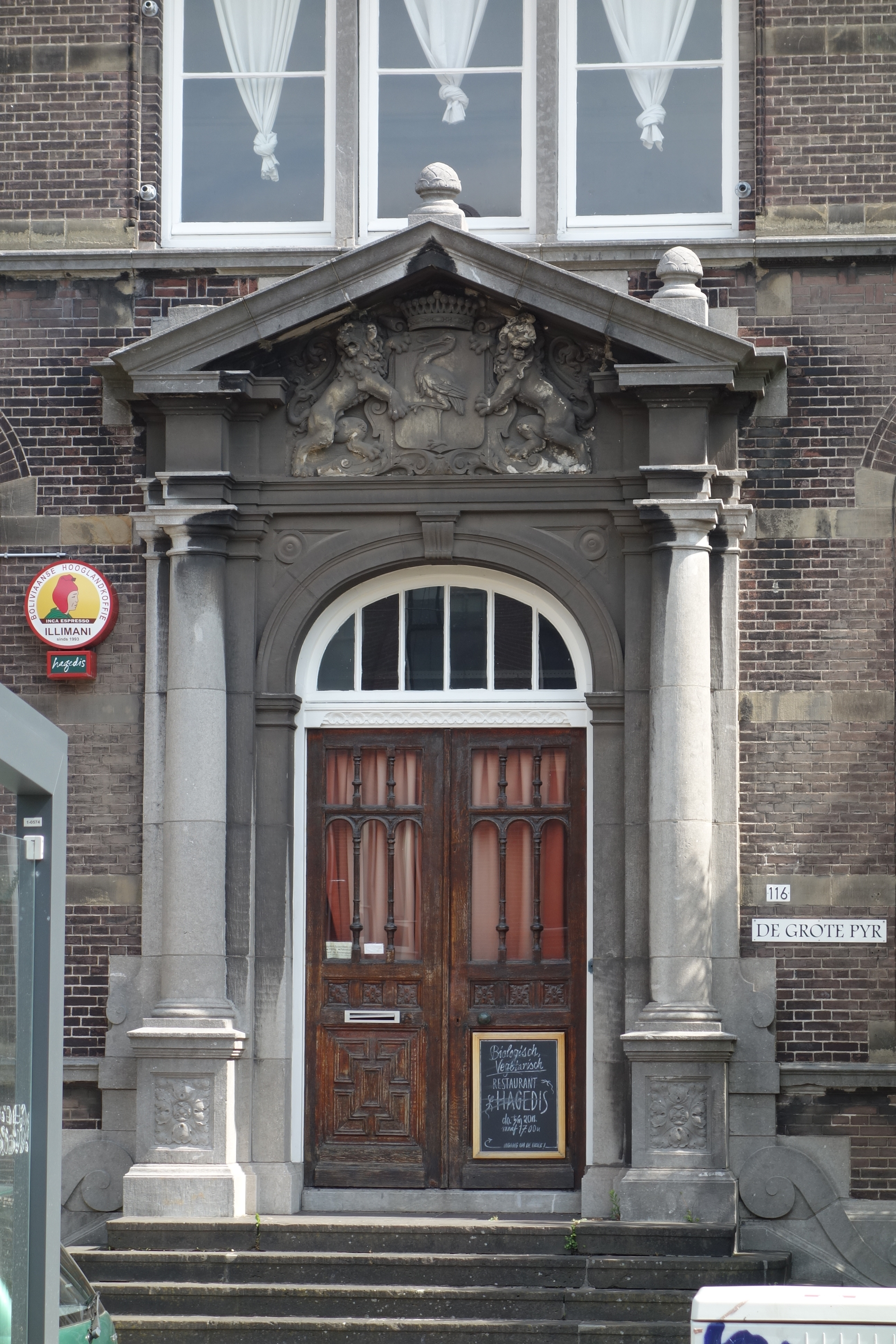
Entree Waldeck Pyrmontkade

Grote Pyr is een voormalig schoolgebouw aan de Waldeck Pyrmontkade in het Zeeheldenkwartier van Den Haag. Het staat op de hoek van de Elandstraat. Het is sinds 2002 een woon- en werkpand met 25 woningen en 15 bedrijven.
Het schoolgebouw werd in 1907 gebouwd door stadsarchitect Adam Schadee, leerling van H.P. Berlage. Hij bouwde dat jaar ook de Gemeente Gasfabriek en enkele jaren later de bijbehorende directeurswoning.
Het schoolgebouw was bestemd voor de Hoogere Burgerschool, zoals op de gevel nog te zien is. Daarna kwam er een meisjesschool en later de MEAO. 
Nadat het kraakpand de Blauwe Aanslag aan het Buitenom in Den Haag in 2003 definitief moest wijken voor stadsontwikkelingsplannen, kregen de krakers de Grote Pyr aangeboden als vervangende woon- en werkruimte.

## Ecologie
In 2001 wilde de gemeente het pand afbreken, maar de bewoners besloten het pand gezamenlijk te kopen en te verbouwen. Er werd een vereniging opgericht die maandelijks een huisvergadering organiseert om de plannen te bespreken. Iedere gebruiker van het pand moet een dag per maand beschikbaar zijn om te klussen.
Hierbij werd aan het ecologische gebruik van het pand gedacht. Op de binnenplaats worden tegelkachels gemaakt die voor een groot deel van de verwarming van het pand zorg dragen. Op het dak van de conciërgewoning is een groendak aangebracht,
Het pand heeft een eetcafé en drie zalen die verhuurd worden, de Tangozaal, het Scheikundelokaal en de Gymzaal, waarvan vroeger ook de GGD gebruik maakte.